# Louisiana Pipeline System (трубопровід для ЗВГ)
Louisiana Pipeline System — трубопровідна система у штаті Луїзіана, яка використовується компанією Enterprise Products Partners для транспортування зріджених вуглеводневих газів.
Ще у 20 столітті Enterprise Products Partners — один з лідерів в галузі трубопровідного транспорту США — створила у південно-східній частині Луїзіани систему для транспортування ЗВГ (Sorrento Pipeline), яка пов'язувала між собою:
- комплекс підземних сховищ в Соренто (на лівому березі Міссісіпі неподалік Батон-Руж), з яким наразі мають сполучення чотири установки фракціонування суміші зріджених вуглеводневих газів;
- комплекс підземних сховищ Гранд-Байу (правобережна частина дельти Міссісіппі), прямо на території якого розташований ще один потужний фракціонатор;
- розміщені поряд на північно-східній околиці міста Лафаєтт підземні сховища Breaux Bridge та Anse La Butte.
Біля Breaux Bridge, а також на північ від Соренто система сполучається з потужним пропанопроводом Dixie Pipeline, котрий транспортує важливе для комунально-побутового сектору США паливо у напрямку атлантичного узбережжя. Крім того, з 2000 року почав роботу мультипродуктовий трубопровід Lou-Tex NGL Pipeline, що прямує від Breaux Bridge  до техаського хабу Монт-Бельв'ю.
В 2009-му Enterprise Products Partners придбала у енергетичного гіганта Chevron його луїзіанську мережу трубопроводів для ЗВГ, котра мала центральний вузол в районі відомого газового хабу Генрі (місто Ерат), звідки тягнулись лінії на північ та схід до згаданих вище Гранд-Байу і Breaux Bridge, а також на захід до одного з центрів нафтохімічної промисловості Лейк-Чарльз (тут, зокрема, розташовані хімічний комплекс LCCC та виробнича площадка компанії Westlake у Сульфур). Це дозволило розповсюдити діяльність системи на південно-західну частину штату, а також поліпшити з'єднання між сховищами в Гранд-Байу та терміналом Breaux Bridge.
Станом на 2018 рік загальна довжина ліній Louisiana Pipeline System складала 950 миль (при цьому, окрім зазначених вище, Enterprise також має ряд трубопроводів, котрі здійснюють подачу лише нефракціонованої суміші ЗВГ на установки розділення, як то ГПЗ Toca — фракціонатор Норко або ГПЗ North Terrebonne — фракціонатор Тебоне).